# ریچواش
ریچواش (به لاتین: Rychwał) یک شهر و گمینا در لهستان است که در گمینا رخواو واقع شده‌است. ریچواش ۹٫۶۹ کیلومتر مربع مساحت و ۲٬۳۷۷ نفر جمعیت دارد.